# Témet

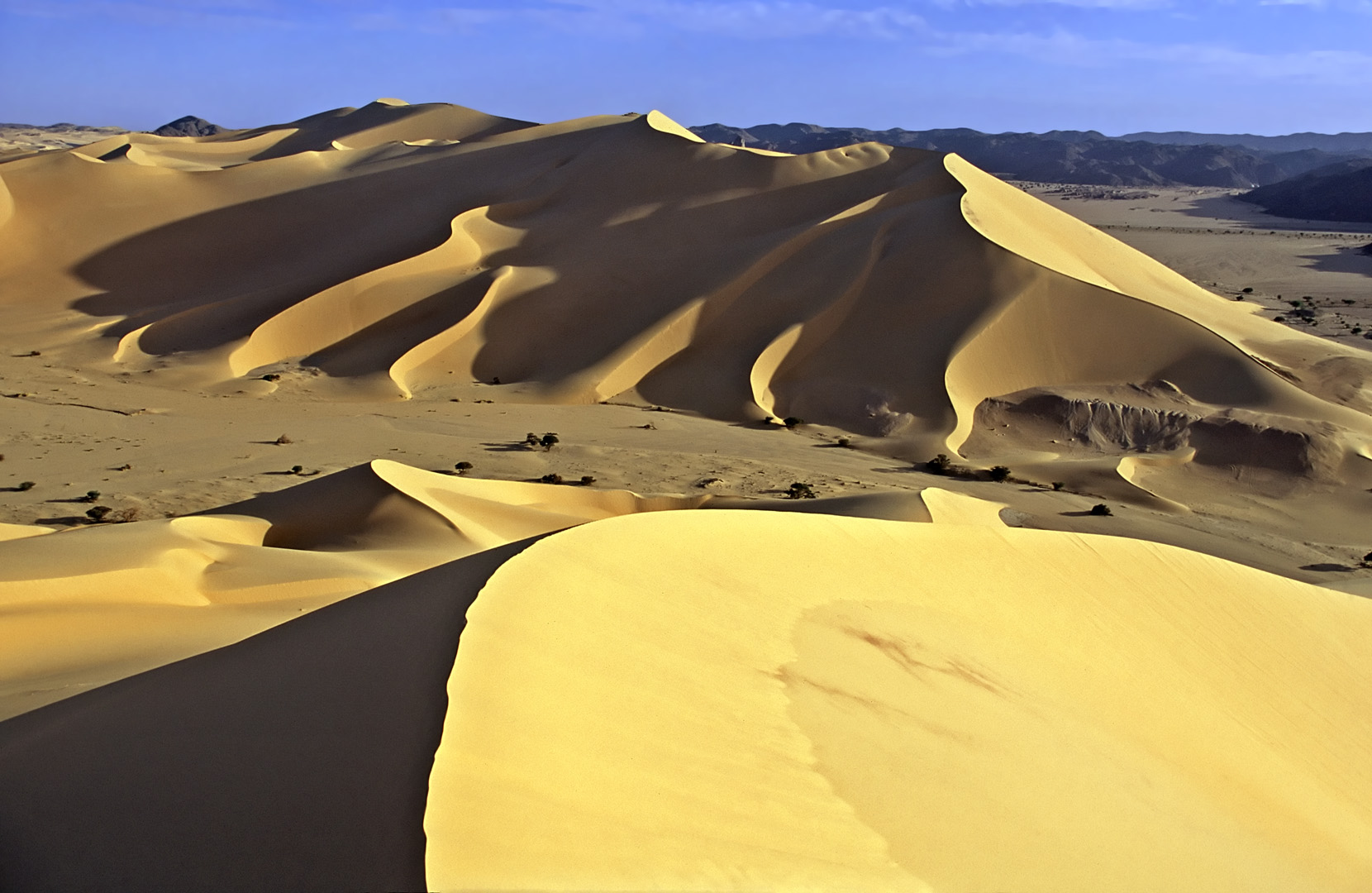
Dune di sabbia nel Témet.

Il Témet è una valle secca (kori) situata nella regione di Agadez, nello stato africano del Niger.
La valle si estende dal Mont Gréboun (1 944 m) nel massiccio dell'Aïr al deserto del Ténéré ad est. Nel Témet si trovano le dune di sabbia più alte del Ténéré, che possono raggiungere i 300 metri di altezza. L'unica sorgente d'acqua della valle, che spesso si prosciuga completamente durante la stagione secca, si trova nella parte superiore del Mont Gréboun. Nelle annate piovose, nel deserto può formarsi un lago; a causa della relativa altitudine della valle, che mitiga l'estrema siccità del deserto e fa diminuire l'evaporazione, può svilupparsi una flora diversificata dall'aspetto mediterraneo. Nella valle cresce anche una specie di lavanda, la Lavandula antineae.
Nel Témet sono state rinvenute tracce di insediamenti umani risalenti al Neolitico, 10 000 anni fa. La valle fa parte del sito patrimonio dell'umanità della riserva naturale dell'Aïr e del Ténéré.